# Arnicratea
Arnicratea N.Halle – rodzaj roślin należący do rodziny dławiszowatych (Celastraceae R. Br.). Obejmuje 3 gatunki występujące naturalnie w Indiach i Azji Południowo-Wschodniej.

## Morfologia
PokrójNagie lub owłosione liany.
LiścieNaprzeciwległe, całobrzegie, rzadko ząbkowane.
KwiatyObupłciowe.
OwoceTorebki.

## Biologia i ekologia
Rośnie w lasach nizinnych na wysokości do 700 m n.p.m.

## Systematyka
Pozycja i podział według APWeb (2001...)
Rodzaj należący do rodziny dławiszowatych (Celastraceae R. Br.), rzędu dławiszowców (Celestrales Baskerville), należącego do kladu różowych w obrębie okrytonasiennych.
Wykaz gatunków
- Arnicratea cambodiana (Pierre) N.Hallé
- Arnicratea ferruginea (King) N.Hallé
- Arnicratea grahamii (Wight) N.Hallé